# Dalhart
La ville de Dalhart se situe dans le centre-sud des États-Unis. Elle est le siège du comté de Dallam, dans l’État du Texas, aux États-Unis.  Elle comptait 7 930 habitants lors du recensement de 2010. À noter qu’une partie de Dalhart s’étend sur le comté de Hartley.

## Toponymie
Dalhart est un mot-valise formé à partir des noms des deux comtés sur lesquels s'étend la ville, les comtés de Dallam et Hartley.

## Démographie
| Groupe            | Dalhart | Texas | États-Unis |
| ----------------- | ------- | ----- | ---------- |
| Blancs            | 85,1    | 70,4  | 72,4       |
| Métis             | 2,5     | 2,7   | 2,9        |
| Autres            | 2,5     | 10,5  | 6,2        |
| Afro-Américains   | 1,2     | 11,9  | 12,6       |
| Amérindiens       | 0,9     | 0,7   | 0,9        |
| Asiatiques        | 0,7     | 3,8   | 4,8        |
| Océaniens         | 0,1     | 0,1   | 0,2        |
| Total             | 100     | 100   | 100        |
|                   |         |       |            |
| Latino-Américains | 34,0    | 37,6  | 16,7       |

Selon l'American Community Survey, pour la période 2011-2015, 72,52 % de la population âgée de plus de 5 ans déclare parler l'anglais à la maison, 25,60 % l'espagnol, 0,66 % l'allemand et 0,99 % une autre langue.
Le revenu par habitant était en moyenne de 21 823 dollars par an entre 2012 et 2016, bien inférieur à la moyenne du Texas (27 829 dollars) et à la moyenne nationale (29 829 dollars). Toutefois, sur cette même période, 13,9 % des habitants de Dalhart vivaient sous le seuil de pauvreté (contre 15,6 % dans l'État et 12,7 % à l'échelle des États-Unis).

## Source
- (en) Cet article est partiellement ou en totalité issu de l’article de Wikipédia en anglais intitulé « Dalhart, Texas » (voir la liste des auteurs).

1. ↑  (en) H. Allen Anderson, « Dalhart, TX », sur tshaonline.org (consulté le 1er avril 2018).
2. ↑  (en) « Dalhart, TX Population - Census 2010 and 2000 », sur censusviewer.com.
3. ↑  (en) « Population of Texas - Census 2010 and 2000 », sur censusviewer.com.
4. ↑  (en) « Language spoken at home by ability to speak English for the population 5 years and over », sur factfinder.census.gov.
5. ↑  (en) Bureau du recensement des États-Unis, « Dalhart city, Texas; Texas; UNITED STATES », sur census.gov.